# كلفن كايت
كلفن كايت (بالإنجليزية: Kelvin Kight)‏ هو لاعب كرة قدم أمريكية أمريكي، ولد في 2 يوليو 1982 في أتلانتا في الولايات المتحدة.

## وصلات خارجية
- كلفن كايت على موقع مرجع كرة القدم المحترفة.كوم (الإنجليزية)